# Кройтор, Захарий Иванович
Захар (Захарий) Иванович Кройтор (1912—1972) — председатель колхоза «Друмул Ленинист» Котовского района Молдавской ССР, Герой Социалистического Труда (30.04.1966).
Родился 2 (15) мая 1912 года в с. Карпинены (в советский период — Котовский район).
В 1946—1949 гг. председатель Карпиненского сельсовета.
С 1949 г., с момента его организации, председатель колхоза «Друмул Ленинист» Котовского района.
В 1965 г. в его хозяйстве получена урожайность винограда 91 ц/га на площади 1066 га.
Герой Социалистического Труда (30.04.1966). Награждён двумя орденами Ленина, 9 серебряными и бронзовыми медалями ВСХВ и ВДНХ.
Умер в 1972 году.
Публикации:
- Кройтор 3. И. Секрет успеха. [Рассказ пред. колхоза «Друмул ленинист» Котов. р-на, Героя Соц. Труда. Кишинев], «Картя молдовеняскэ», 1971. 31 с. с ил. (Решения июльского Пленума ЦК КПСС — в жизнь). — 20 см. 2.500 экз. 4 к.
- Кройтор З., Мартин С., Сурук Г. В ногу с жизнью. — Сел. хоз-во Молдавии, 1971, No 5, с. 19-21. Из опыта работы колхоза «Друмул ленинист» Котовского р-на.